# 齊爾施拉赫特-錫特多夫
齊爾施拉赫特-錫特多夫是瑞士的城鎮，位於該國東北部，由圖爾高州負責管轄，面積12.2平方公里，海拔高度527米，2012年人口2,129，四成半人口信奉基督教，人口密度每平方公里175人。